# Nadja-Carola Bigall
Nadja-Carola Bigall (* 1979 in München) ist eine deutsche Physikerin. Sie lehrt als Professorin für Physikalische Chemie und Dynamik Nanoskopischer Systeme am Institut für Physikalische Chemie an der Universität Hamburg.

## Karriere
Nadja-Carola Bigall studierte von 1999 bis 2006 an der Ludwig-Maximilians-Universität München Physik und Meteorologie und erhielt 2006 ihr Diplom. 2009 promovierte sie an der TU Dresden zum Thema Darstellung von Edelmetallnanopartikeln und deren Überstrukturen. 2009 bis 2011 war sie als Post-Doktorandin am Italian Institute of Technology in Genua und 2011 bis 2012 an der Philipps-Universität Marburg im Fachbereich Physik. 2012 kam sie im Rahmen des Caroline-Herschel-Programms der Leibniz Universität Hannover als Habilitandin an das Institut für Physikalische Chemie und Elektrochemie der Leibniz Universität Hannover. 2013–2017 war sie Leiterin einer unabhängigen Nachwuchsforschungsgruppe NanoMatFutur, die durch das Bundesministerium für Bildung und Forschung gefördert wurde. 2017 erhielt sie einen mit 1,5 Millionen Euro dotierten ERC Starting Grant für das MAEROSTRUC Projekt. Seit 2019 ist sie Leiterin der Research School des Exzellenzclusters PhoenixD.
Im Januar 2024 wechselte Nadja-Carola Bigall an die Universität Hamburg auf die W3-Professur für Physikalische Chemie und Dynamik Nanoskopischer Systeme.

## Forschung
Sie befasst sich mit der Synthese und Struktur-Eigenschafts-Korrelation von Funktionalen Nanostrukturen, die durch kontrollierte mikro- und makroskopische Assemblierung von metallischen, superparamagnetischen und halbleitenden Nanopartikeln erhalten werden. Dabei werden Methoden entwickelt, wie Nanopartikel in verschiedenen Zusammensetzungen angeordnet werden können. Ziel ist es, neue Materialien mit neuen physiko-chemischen Eigenschaften zu schaffen. Diese neuen Materialien können in der Sensorik oder der Medizin genutzt werden.

## Schriften (Auswahl)
- mit Ulrich Tromsdorf u. a.: Size and Surface Effects on the MRI Relaxivity of Manganese Ferrite Nanoparticle Contrast Agents, Nano Letters, Band 7, 2007, S. 2422–2427
- mit T. Härtling, M. Klose, P. Simon, L. M. Eng, A. Eychmüller: Monodisperse Platinum Nanospheres With Adjustable Diameters From 10 to 100 nm: Synthesis and Distinct Optical Properties, Nano Letters, Band 8, 2008, S. 4588–4592
- mit M. Reitzig, W. Naumann, P. Simon, K. H. van Pée, A. Eychmüller: Fungal Templates for Noble-Metal Nanoparticles and Their Application in Catalysis, Angewandte Chemie, Int. Ed., Band 47, 2008, S. 7876–7879
- mit Oliver Bruns u. a.: Real-time magnetic resonance imaging and quantification of lipoprotein metabolism in vivo using nanocrystals, Nature Nanotechnology, Band 4, 2009, S. 193–201
- mit W. J. Parak, D. Dorfs: Fluorescent, magnetic and plasmonic—Hybrid multifunctional colloidal nano objects, Nano Today, Band 7, 2012, S. 282–296
- mit Anne-Kristine Herrmann, Maria Vogel, Alexander Eychmüller: Hydrogels and Aerogels from Noble Metal Nanoparticles, Angewandte Chemie, Int. Ed., Band 48, 2009, S. 9731–9734
- mit A. Eychmüller: Synthesis of Noble Metal Nanoparticles and their Non-Ordered Superstructures, Philosophical Transactions of the Royal Society A, Band 368, 2010, S. 1385–1404
- mit R. Di Corato, A. Ragusa, D. Dorfs, A. Genovese, R. Marotta, L. Manna, T. Pellegrino: Multifunctional Nanobeads Based on Quantum Dots and Magnetic Nanoparticles: Synthesis and Cancer Cell Targeting and Sorting, ACS Nano, Band 5, 2011, S. 1109–1121
- mit Teresa Pellegrino u. a.: Magnetic Nanocarriers with Tunable pH Dependence for Controlled Loading and Release of Cationic and Anionic Payloads, Advanced Materials, Band 23, 2011, S. 5645–5650
- mit A.-K. Herrmann, L. Lu, A. Eychmüller: Ordered and Nonordered Porous Superstructures from Metal Nanoparticles, in: T. K. Sau, A. L. Rogach (Hrsg.): Complex-Shaped Metal Nanoparticles: Bottom-Up Syntheses and Applications, Wiley-VCH 2012
- mit Zhao Yue, Fred Lisdat, Wolfgang Parak u. a.: Quantum-Dot-Based Photoelectrochemical Sensors for Chemical and Biological Detection, ACS Applied Materials & Interfaces, Band 5, 2013, S. 2800–2814
- mit W. Liu u. a.: Noble Metal Aerogels — Synthesis, Characterization, and Application as Electrocatalysts, Accounts of Chemical Research, Band 48, 2015, S. 154–162